# Pseudorus plaumanni
Pseudorus plaumanni är en tvåvingeart som först beskrevs av Stanley Willard Bromley 1951.  Pseudorus plaumanni ingår i släktet Pseudorus och familjen rovflugor. Inga underarter finns listade i Catalogue of Life.